# Белоглинная
Белоглинная — деревня в Абанском районе Красноярского края России. Входит в состав Петропавловского сельсовета.

## История
В 1976 г. Указом Президиума ВС РСФСР деревня бригады № 1 колхоза имени Ленина переименована в Белоглинную.

## Население
| 1989 | 2002 | 2010 |
| ---- | ---- | ---- |
| 8    | ↘3   | →3   |